# Atlantisch orkaanseizoen 1887
Het Atlantisch orkaanseizoen 1887 duurde van 15 mei 1887, toen de eerste tropische storm werd waargenomen tot 12 december 1887, toen de laatste tropische storm oploste. Het seizoen 1887 was wat betreft het aantal cyclonen een van de actiefste seizoenen in de geschiedenis, samen met 1933, 1995, 2005 en 2010
Het seizoen 1887 had ten minste 19 tropische cyclonen, die de status van tropische storm hadden bereikt. En mogelijk meer, als men bedenkt, dat men destijds nog geen beschikking had over satellieten, die niet alleen continue observaties mogelijk maken, maar ook stormen in één oogopslag in hun gehele omvang tonen. Destijds was men afhankelijk van waarnemingen van weerstations en de scheepvaart. Sommige systemen zijn moeilijk te classificeren, omdat er te weinig waarnemingen zijn. Daarom kan het zijn dat er tropische cyclonen zijn 'gemist', doordat zij een te korte levensduur hadden, of hun koers ver van de kust en de gebruikelijke scheepvaartroutes lagen.
Met 19 tropische stormen staat het seizoen 1887 op gelijke hoogte met het seizoen 1995. Beide seizoenen tellen 2 stormen minder dan het seizoen 1933 en 9 stormen minder dan het seizoen 2005. Als men bedenkt, dat er stormen gemist zouden kunnen zijn zou het seizoen 1887 in werkelijkheid actiever kunnen zijn als 1995 of zelfs 1933. Van de ten minste 19 tropische stormen van het seizoen, bereikten er 12 orkaankracht. Van deze 12 orkanen promoveerden er ten minste twee tot majeure orkanen, dat wil zeggen categorie 3 of meer. Het seizoen 1887 was ook het eerste seizoen in de geschiedenis met 13 of meer geregistreerde tropische stormen.

## Cyclonen
Anders dan tegenwoordig kregen tropische cyclonen geen namen. De cyclonen zijn gemakshalve genummerd op chronologische volgorde, waarin zij voor het eerst verschenen.

### Tropische storm 1
De eerste tropische storm van het seizoen werd het eerst waargenomen op 15 mei ten zuiden van Bermuda, ruim twee weken voor het officiële begin van het orkaan seizoen. Tropische storm 1 trok naar het noordwesten en later naar het noorden over de Atlantische Oceaan. Op 16 en 17 mei bereikte tropische storm 1 zijn hoogtepunt met windsnelheden van 110 km/h, net onder orkaankracht. Tropische storm 1 draaide daarna bij naar het noordoosten en verzwakte. Tropische storm 1 landde nog eerst op Nova Scotia en Newfoundland, alvorens hij zijn tropische kenmerken verloor en oploste op 20 mei ten noorden van Newfoundland.

### Tropische storm 2
Tropische storm 2 werd het eerst waargenomen op 17 mei ten zuiden van Jamaica. Tropische storm 2 trok naar het noordnoordwesten, schampte Jamaica, draaide naar het noordoosten, richting Cuba. Tropische storm 2 trok over Cuba en de Bahama's en loste uiteindelijk op boven de Atlantische Oceaan op 21 mei. Tropische storm 2 bereikte windsnelheden van 95 km/h op 18, 19, 20 en 21 mei. Toen tropische storm 2 ten tonele verscheen op 17 mei tot het verdwijnen van tropische storm 1 op 20 mei, is dat de vroegste periode, waarin twee tropische stormen naast elkaar tegelijk actief zijn.

### Tropische storm 3
Op 11 juni werd tropische depressie 3 voor het eerst waargenomen in het uiterste noordwesten van de Caribische Zee. Tropische depressie 3 trok naar het noordnoordwesten en promoveerde boven de Straat Yucatan tot tropische storm 3. Tropische storm 3 bleef een zeer zwakke tropische storm met windsnelheden nooit meer tot 65 km/h. Tropische storm 3 trok over de Golf van Mexico en landde op 14 juni in Mississippi, waarna tropische storm 3 nog dezelfde dag degradeerde tot tropische depressie en enkele uren later oploste.

### Orkaan 4
Tropische storm 4 werd op 20 juli voor het eerst waargenomen ten oosten van de zuidelijke Bovenwindse Eilanden. Tropische storm 4 trok west-ten-noorden over de Bovenwindse Eilanden en promoveerde de volgende dag, 21 juli in de Caribische Zee tot orkaan 4. Orkaan 4 trok ten noorden van de Venezolaanse kust en ten noorden van Aruba, Bonaire en Curaçao naar het westnoordwesten en promoveerde op 22 juli ten noordwesten van Curaçao naar de tweede categorie met windsnelheden tot 157 km/h. Orkaan 4 trok ten noorden van Honduras en boog steeds meer af naar het noorden. Orkaan 4 landde op het schiereiland Yucatán en verzwakte daardoor tot de eerste categorie op 25 juli. Daarna koerste orkaan 4 naar het noorden en stak de Golf van Mexico over. Op 27 juli landde orkaan 4 met windsnelheden van 140 km/h in het noordwesten van Florida, waarna de orkaan snel verzwakte. Orkaan 4 degradeerde op 28 juli tot tropische storm en een paar uurlater tot tropische depressie. Tropische depressie 4 loste op boven het noorden van Georgia.

### Tropische storm 5
Tropische storm 5 werd het eerst waargenomen op 30 juli ten noordoosten van de Zuid-Amerikaanse kust. Tropische storm 5 trok naar het westnoordwesten, over de Bovenwindse Eilanden, schampte Hispaniola en landde in het uiterste zuiden van Cuba en trok vervolgens boven de Caribische Zee parallel aan de Cubaanse zuidkust. Tropische storm 5 haalde zijn hoogtepunt met windsnelheden van 93 km/h op 2, 3, 4 en 5 augustus. Op 8 augustus loste tropische storm 5 op net ten zuiden van Pinar del Río, het uiterste westelijke puntje van Cuba.

### Orkaan 6
Tropische storm 6 werd voor het eerst waargenomen op 14 augustus ten oosten van de Bovenwindse Eilanden. Tropische storm 6 trok naar het noordwesten en passeerde ten noorden van de Bovenwindse Eilanden, Grote Antillen en de Bahama's. Ten noorden van de oostelijke Bahama's promoveerde tropische storm 6 tot orkaan 6 op 17 augustus. Orkaan 6 schampte de noordelijke Bahama's op 18 augustus als orkaan van de tweede categorie, waarna orkaan 6 naar het noorden draaide en later naar het noordoosten en won nog iets aan kracht. Op 19 augustus bereikte orkaan 6 de derde categorie en hij bereikte zijn hoogtepunt op 20 augustus ongeveer op het moment dat hij aan North Carolina schampte met windsnelheden van 195 km/h. Daarna trok de orkaan naar het noordoosten en zakte op 21 augustus van de derde naar de eerste categorie. Boven de Atlantische Oceaan bleef orkaan 6 orkaanstatus behouden totdat hij op 23 augustus boven het noorden van de Atlantische Oceaan zijn tropische kenmerken waarschijnlijk had verloren. Ondanks dat bleef de storm gepaard gaan met respectabele windsnelheden van 130 km/h.

### Orkaan 7
Het tracé van orkaan 7 is bijna identiek aan dat van orkaan zes; ook tropische storm 7 werd op 18 augustus voor het eerst waargenomen ten noordnoordoosten van de Bovenwindse Eilanden en bleef een tropische storm terwijl hij naar het noordwesten richting Bahama's trok. Ten noorden van de centrale Bahama's promoveerde tropische storm 7 tot orkaan 7 op 21 augustus. De verdere ontwikkeling van de orkaan ging iets sneller dan bij orkaan 6; 12 uur later promoveerde orkaan 7 tot de tweede categorie en nog 12 uur later op 22 augustus tot de derde categorie boven de noordelijke Bahama's. De orkaan groeide uit tot een sterke categorie 3-orkaan, die naar het noordoosten draaide, en parallel aan de Amerikaanse oostkust over de oceaan koerste. Ook orkaan 7 schampte North Carolina op zijn hoogtepunt met windsnelheden van 204 km/h, deze windsnelheid wist hij van 22 augustus tot 25 augustus te handhaven. Pas op 27 augustus degradeerde orkaan 7 tot de tweede categorie ten zuiden van Newfoundland, een paar uur later verzwakte hij verder tot de eerste categorie ten oosten van Newfoundland. Ook orkaan 7 verloor waarschijnlijk zijn tropische kenmerken op 27 augustus boven het noorden van de Atlantische Oceaan, terwijl de storm nog winden van orkaankracht bezat.

### Orkaan 8
Op 1 september werd tropische storm 8 voor het eerst waargenomen op het midden van de Atlantische Oceaan. Tropische storm 8 trok aanvankelijk naar het noordwesten en promoveerde op 2 september tot orkaan 8. Daarna draaide orkaan 8 naar het noordnoordoosten en bereikte op 3 september de tweede categorie. Op 4 september, terwijl orkaan 8 naar het noordoosten was gedraaid en zijn tropische kenmerken aan het verliezen was, werden windsnelheden van 167 km/h waargenomen en een luchtdruk van 963 mbar. Als extratropische storm handhaafde hij nog enige uren orkaanwinden van de tweede categorie, maar verzwakte daarna snel. Op 5 september vielen de stormwinden onder de orkaandrempel en op 6 september loste de extratropische storm op ten oosten van IJsland.

### Orkaan 9
Tropische storm 9 werd op 11 september voor het eerst waargenomen ten oosten van de Bovenwindse Eilanden. Tropische storm 9 trok de volgende dag over de Bovenwindse Eilanden de Caribische Zee in, waar tropische storm 9 op 13 september tot orkaan 9 promoveerde. Orkaan 9 trok naar het westnoordwesten en bereikte op 14 september ten noorden van de Benedenwindse Eilanden de tweede categorie. Orkaan 9 trok verder door de Caribische Zee en passeerde ten zuiden van Jamaica en ten noorden van Honduras. Orkaan 9 draaide bij naar het noordwesten en landde op 17 september op het uiterste noordoostelijke puntje van het schiereiland Yucatán als orkaan van de tweede categorie met windsnelheden van 157 km/h. Door de interactie met het Mexicaanse vasteland verzwakte orkaan 9 tot een orkaan van de eerste categorie, maar weer boven de Golf van Mexico promoveerde orkaan 9 andermaal op 18 september tot de tweede categorie. Aanvankelijk koerste orkaan 9 naar het noordwesten, maar draaide op 20 september boven het westelijk deel van de Golf van Mexico pal westwaarts en koerste af op Brownsville in Texas, waar hij op 21 september landde als sterke eerste categorie orkaan met windsnelheden van 150 km/h en een waargenomen druk van 973 mbar. Na landing degradeerde orkaan 9 tot tropische storm in de nacht van 21 op 22 september en draaide naar het zuidwesten over de grens met Mexico. Tropische storm 9 degradeerde tot een tropische depressie, die laat op 22 september boven de Mexicaanse staat Coahuila oploste.

### Orkaan 10
Tropische storm 10 werd het eerst waargenomen op 14 september midden op de Atlantische Oceaan, ten noordoosten van de Bovenwindse Eilanden. Tropische storm 10 trok naar het noordnoordwesten en promoveerde tot orkaan op 16 september. Daarna draaide orkaan 10 naar het noordnoordoosten en bereikte windsnelheden tot 130 km/h, die hij vasthield tot 18 september, toen er een druk werd waargenomen van 983 mbar ten oosten van Newfoundland. Daarna begon orkaan 10 zijn tropische kenmerken te verliezen en ook zijn stormwinden vielen beneden de orkaandrempel. Nog dezelfde dag verdween de extratropische storm ten noordoosten van Newfoundland.

### Tropische storm 11
Tropische storm 11 werd het eerst waargenomen op 6 oktober in het noordwesten van de Caribische Zee. Tropische storm 11 trok westwaarts richting het schiereiland Yucatán en bereikte windsnelheden tot 93 km/h voordat hij op 7 oktober landde op het schiereiland Yucatán. Tropische storm 11 trok verder westwaarts, verzwakte boven het schiereiland, maar kwam weer boven zee boven de Baai van Campeche. Daar bereikte tropische storm opnieuw windsnelheden van 93 km/h. Op de avond van 8 oktober landde tropische storm 11 in de staat Veracruz en degradeerde tot tropische depressie 11, die snel oploste op 9 oktober.

### Tropische storm 12
Tropische storm 12 was een sterke tropische storm, die een kort leven was beschoren. Tropische storm 12 ontstond op 8 oktober net ten noorden van het oosten van Cuba en trok naar het noorden over de oostelijke Bahama's. Tropische storm 12 bereikte snel zijn hoogtepunt op 8 oktober met windsnelheden tot 110 km/h, net onder de orkaandrempel. Op 9 oktober verzwakte tropische storm 12 snel en loste dezelfde dag op ten noordoosten van de Bahama's boven de Atlantische Oceaan.

### Orkaan 13
Op 9 oktober werd tropische storm 13 ten noordoosten van de Bovenwindse Eilanden waargenomen. Tropische storm 13 trok westwaarts ten noorden van de Britse Maagdeneilanden en de Deense Maagdeneilanden en ten noorden van Puerto Rico. Tropische storm 13 won aan kracht tot windsnelheden tot 110 km/h op 10 en 11 oktober, net onder de orkaandrempel. Op 11 oktober landde tropische storm 13 op Hispaniola en werd door het bergachtige karakter van het eiland verzwakt. Boven de Windward Passage herwon tropische storm 13 weer aan kracht, daarna schampte tropische storm 13 het uiterste zuidoosten van Cuba en promoveerde op 12 oktober tot orkaan 13 nabij de Cubaanse zuidoostkust. Daarna draaide orkaan 13 naar het westnoordwesten, parallel aan de Cubaanse zuidkust en bereikte windsnelheden van 140 km/h. Op 13 oktober schampte orkaan 13 aan Isla de Pinos en landde een paar uur later op 14 oktober in de Cubaanse provincie Pinar del Río. Boven de Golf van Mexico hield orkaan 13 aanvankelijk zijn westnoordwestelijke koers vast en bereikte opnieuw windsnelheden van 140 km/h. Boven het midden van de Golf van Mexico draaide orkaan 13 bij naar het noordnoordwesten en later naar het noordoosten. Op 19 oktober landde orkaan 13 ten zuidoosten van New Orleans met windsnelheden van 140 km/h. Een paar uur later degradeerde orkaan 13 tot tropische storm, die op 20 oktober boven Georgia degradeerde tot tropische depressie. Tropische depressie 13 verloor zijn tropische kenmerken en trok verder naar het oostnoordoosten en bereikte boven North Carolina in de buurt van de kust stormkracht. De extratropische storm trok verder boven de Atlantische Oceaan langs de Amerikaanse oostkust en bereikte nog windsnelheden van 83 km/h, schampte aan Massachusetts, voordat hij ten slotte op 21 oktober landde in het oosten van Canada, waar hij op 21 oktober verdween.

### Orkaan 14
Op 10 oktober werd tropische storm 14 voor het eerst waargenomen boven het midden van de Atlantische Oceaan. Tropische storm 14 trok naar het noorden en promoveerde op 11 oktober tot orkaan 14, die dezelfde dag zijn hoogtepunt bereikte met windsnelheden tot 140 km/h. Op 12 oktober verzwakte orkaan 14 snel tot tropische storm, die dezelfde dag nog verdween ten westnoordwesten van de Azoren.

### Orkaan 15
Orkaan 15 werd het eerst waargenomen op 15 oktober als een volledige orkaan met windsnelheden van 130 km/h ver ten oosten van de Bovenwindse Eilanden. Orkaan 15 trok naar het noordwesten en won aan kracht; op 16 oktober bereikte hij de tweede categorie. Zijn hoogtepunt beleefde orkaan 15 op 16 en 17 oktober met windsnelheden tot 167 km/h. Later op 17 oktober degradeerde orkaan 15 tot de eerste categorie en op 18 oktober tropische storm. Tropische storm 15 draaide bij naar het noorden en noordwesten en verzwakte verder tot tropische depressie 15 op 19 oktober, die een paar uur later was verdwenen.

### Orkaan 16
Op 29 oktober werd tropische storm 16 voor het eerst waargenomen boven het noordoosten van de Golf van Mexico. Tropische storm 16 trok op 30 oktober als zwakke tropische storm over het schiereiland Florida naar het noordoosten. Boven de Atlantische Oceaan won tropische storm 16 verder aan kracht en promoveerde tot orkaan 16 op 1 november ten oosten van de kust van North Carolina en Haiing Virginia. Orkaan 16 bereikte windsnelheden van 130 km/h, voordat hij verzwakte tot tropische storm op 2 november. Deze storm verloor zijn tropische kenmerken, maar bleef als extratropische storm nog actief tot 6 november, toen hij Engeland had bereikt. Vier schepen werden door orkaan 16 gekelderd en 2 matrozen kwamen om het leven, toen hun schip kapseisde.

### Orkaan 17
Tropische storm 17 werd op 27 november voor het eerst waargenomen ten noorden van Puerto Rico. Tropische storm 17 koerste naar het noordwesten en won aan kracht. Op 29 november promoveerde tropische storm 17 tot orkaan net ten noorden van de oostelijke Bahama's. Orkaan 17 beschreef een kleine lus tegen de wijzers van de klok in en schampte daarmee het zuidoosten van de Bahama's. Daarna draaide orkaan 17 naar het noordoosten en degradeerde op 1 december tot tropische storm ten noorden van Hispaniola. Tropische storm 17 verzwakte verder en verdween op 4 december midden op de Atlantische Oceaan.

### Orkaan 18
Tropische storm 18 werd op 4 december voor het eerst waargenomen ten noordoosten van de Bovenwindse Eilanden op de Atlantische Oceaan. Tropische storm 18 trok eerst naar het noordwesten, draaide op 6 december naar het noordoosten en won aan kracht. Op 7 december promoveerde tropische storm 18 tot orkaan, ruim ten oosten van Bermuda. Op 7 en 8 december handhaafde orkaan 18 zijn orkaanstatus met windsnelheden van 130 km/h, waarna hij degradeerde tot tropische storm, die verder naar het noordoosten dreef. Tropische storm 18 verdween op 10 december ten noordnoordoosten van de Azoren. Orkaan 18 was een van de vijf orkanen, die in de maand december, na afloop van het officiële seizoen tot orkaan promoveerden. De andere vier waren Epsilon in 2005, Nicole in 1998, orkaan Lili in 1984, orkaan 2 in 1925 en Alice II in 1954.

### Tropische storm 19
De laatste tropische storm van het seizoen werd op 7 december voor het eerst waargenomen ten oosten van de zuidelijke Bovenwindse Eilanden. Tropische storm 19 trok over de eilanden de Caribische Zee in en koerste westzuidwestwaarts over het zuiden van de Caribische Zee. Tussen 9 en 11 december bereikte de storm zijn hoogtepunt met windsnelheden tot 95 km/h, terwijl hij Aruba, Bonaire en Curaçao schampte. Op 12 december landde tropische storm 19 in het noorden van Costa Rica als zwakke tropische storm met windsnelheden tot 75 km/h, die een paar uur later degradeerde tot tropische depressie, die een paar uur later was verdwenen.

## Mogelijke andere tropische cyclonen
In 1996 vond er een onderzoek plaats door het onderzoeksteam van Hurdat naar mogelijke andere tropische cyclonen, door data van toen nogmaals te analyseren met de kennis van nu. Dit leverde vijf kandidaten op. Indien twee van deze stormen inderdaad tropische cyclonen waren, evenaart het seizoen 1887 het seizoen 1933 in aantal tropische stormen.

### Juni 1887
Van 10 tot 15 juni was er een depressie actief, die weliswaar winden van 8 Beaufort bezat, maar waarschijnlijk toch extratropisch van karakter was.

### September 1887
Begin september was er een depressie actief, waarbij twee waarnemingen spraken van winden boven 8 Beaufort, maar het bewijs, dat het systeem een gesloten circulatie bezat, ontbreekt.
Tussen 20 en 25 september passeerde een tropische depressie Saint Kitts. Dat hier sprake was van een tropische depressie is bijna zeker, maar het bewijs ontbreekt, dat deze depressie ooit tropische stormstatus had bereikt.

### Oktober 1887
Omstreeks 14 oktober werd Brits-Honduras getroffen door een storm, die veel schade aanrichtte en bananenplantages had vernietigd. Echter orkaan 13 bevond zich ten tijde van deze catastrofe op ongeveer 650 km ten noorden van het getroffen gebied. Ofwel het slechte weer behoorde tot het systeem van orkaan 13 ofwel tot een andere storm. Eigenlijk was het centrum van orkaan 13 te ver weg van het gebied om het te kunnen verklaren. Anderzijds is de mogelijkheid dat een andere storm op zo een korte afstand naast orkaan 13 bestond onwaarschijnlijk, maar niet uit te sluiten.
Op 22 en 23 oktober was er sprake van een mogelijke tropische storm, maar hiervan ontbreekt ook het bewijs van winden van 8 Beaufort of meer.